# آنجل کولبی
آنجل کولبی (به انگلیسی: Angel Coulby) (زاده ۳۰ اوت ۱۹۸۰) بازیگر انگلیسی است.

## بخشی از فیلمشناسی
از فیلم‌ها یا برنامه‌های تلویزیونی که وی در آن نقش داشته‌است می‌توان به آثار زیر اشاره کرد.
- شهر هالبی (۲۰۰۴)
- ژاکت (فیلم) (۲۰۰۵)
- انجمن آخرالزمان آقایان (۲۰۰۵)
- شیادها (۲۰۰۶)
- دکتر هو (۲۰۰۶)
- مرلین (مجموعه تلویزیونی) (۲۰۰۸– ۲۰۱۲)
- آی‌تی‌وی (در حال تولید)